# Frangy
Frangy est une commune française située dans le département de la Haute-Savoie, en région Auvergne-Rhône-Alpes.

## Géographie

### Situation

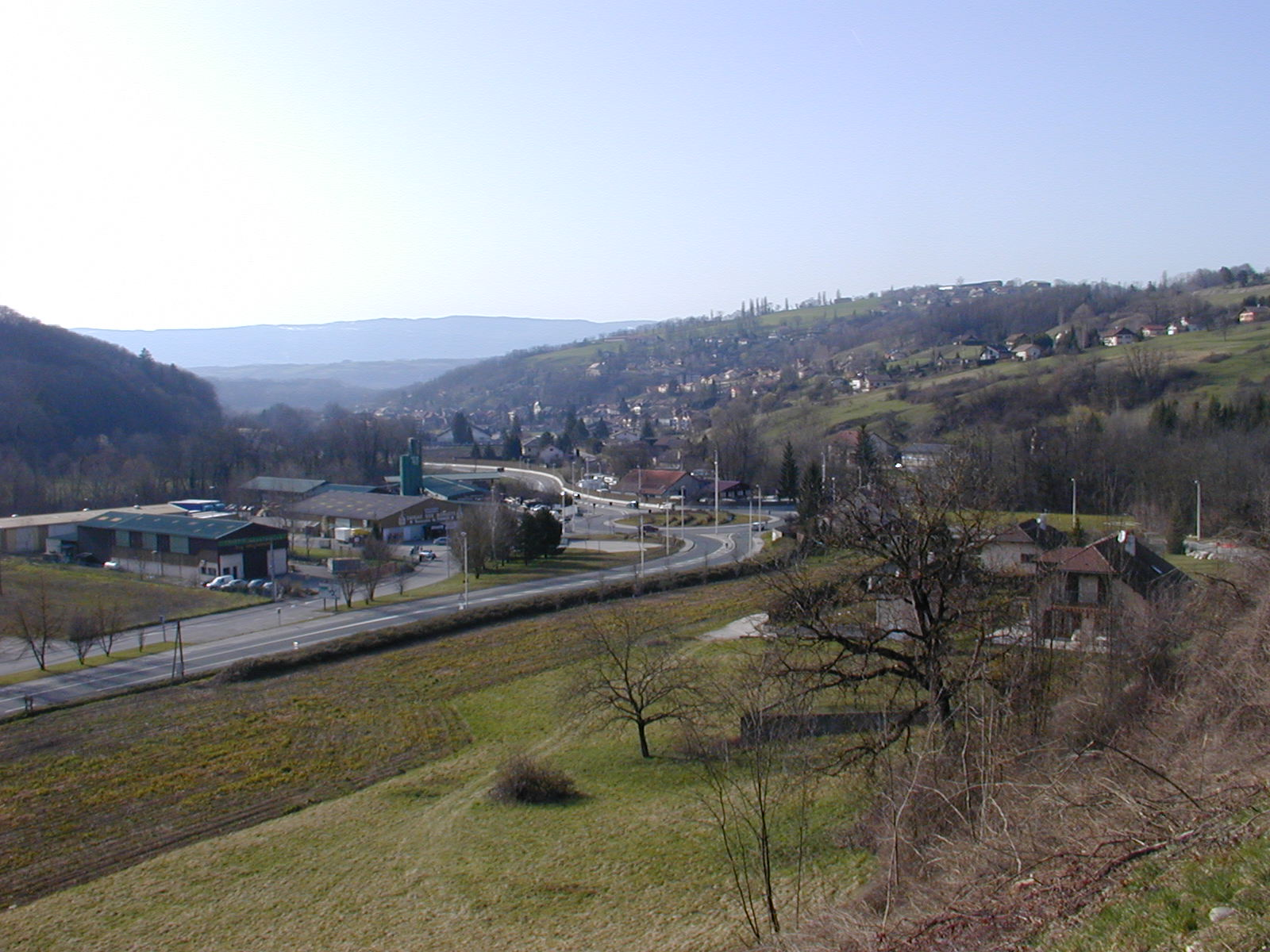
Vue générale depuis l'entrée est.

Le village est situé à 25 km au nord-ouest d'Annecy, dans la vallée des Usses, à l’entrée des Préalpes Hautes Savoyardes.
La commune se trouve dans l'Aire d'attraction de Genève - Annemasse (partie française), dans la zone d'emploi du Genevois français et dans le bassin de vie de Seyssel. Elle est la ville-centre de son unité urbaine.

### Les communes limitrophes
Les communes limitrophes sont  Chaumont, Chessenaz, Chilly, Desingy et Musièges.
| Chessenaz | Chaumont | Chaumont |
| Chessenaz | Frangy   | Musièges |
| Desingy   |          | Chilly   |

### Géologie et relief
La superficie de la commune est de 9,69 km2 ; son altitude varie de 299  à   562 mètres.
La  vallée des Usses bénéficie d'un climat doux et ensoleillé, avec un relief vallonné, traversé par des torrents (le Castran) et la rivière Les Usses. Au nord, la montagne de Vuache, une chaîne dorsale de 13 km de long sur 1,5 km de large, délimite l'extrême sud-ouest du bassin genevois. À l'ouest, la côte de Bossy rapproche la ville de l'Albanais et de Rumilly.

### Hydrographie

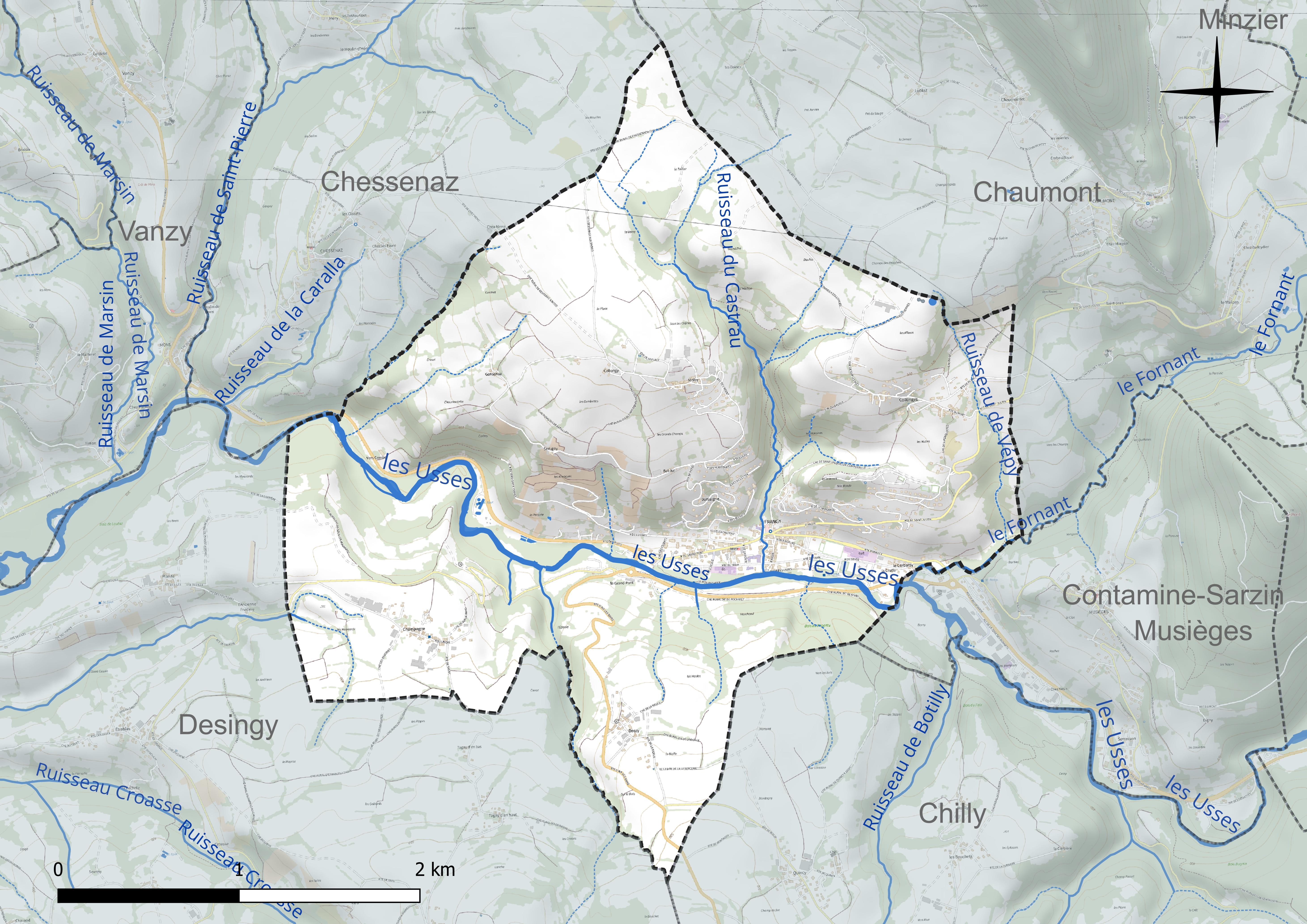
Carte hydrographique de la commune.

Frangy est drainée par les Usses, un affluent du fleuve le Rhône.
Le torrent « Le Castran » conflue dans les Usses..

### Climat
Frangy bénéficie d'un climat plutôt frais en hiver mais assez chaud et ensoleillé en été. La commune est un peu plus au-dessus des moyennes nationales de pluviométries mais sa position géographique constitue une barrière efficace contre les bourrasques de vent.

### Voies de communication et transport
La commune est desservie par :
- la RD 1508 section Annecy - Bellegarde-sur-Valserine ;
- l'autoroute A40, sortie « Éloise » (8 km) ;
- le TGV ou TER dans les gares de Seyssel (14 km), Bellegarde-sur-Valserine (15 km), Rumilly (23 km), Culoz (27 km), Annecy (28 km), Genève (30 km) ;
- l'aéroport international de Genève-Cointrin (35 km) ou l'aéroport régional d'Annecy (25 km).

## Urbanisme

### Typologie
Au 1er janvier 2024, Frangy est catégorisée bourg rural, selon la nouvelle grille communale de densité à sept niveaux définie par l'Insee en 2022.
Elle appartient à l'unité urbaine de Frangy, une agglomération intra-départementale regroupant deux  communes, dont elle est ville-centre,,.
Par ailleurs la commune fait partie de l'aire d'attraction de Genève - Annemasse (partie française), dont elle est une commune de la couronne,. Cette aire, qui regroupe 158 communes, est catégorisée dans les aires de 700 000 habitants ou plus (hors Paris),.

### Occupation des sols

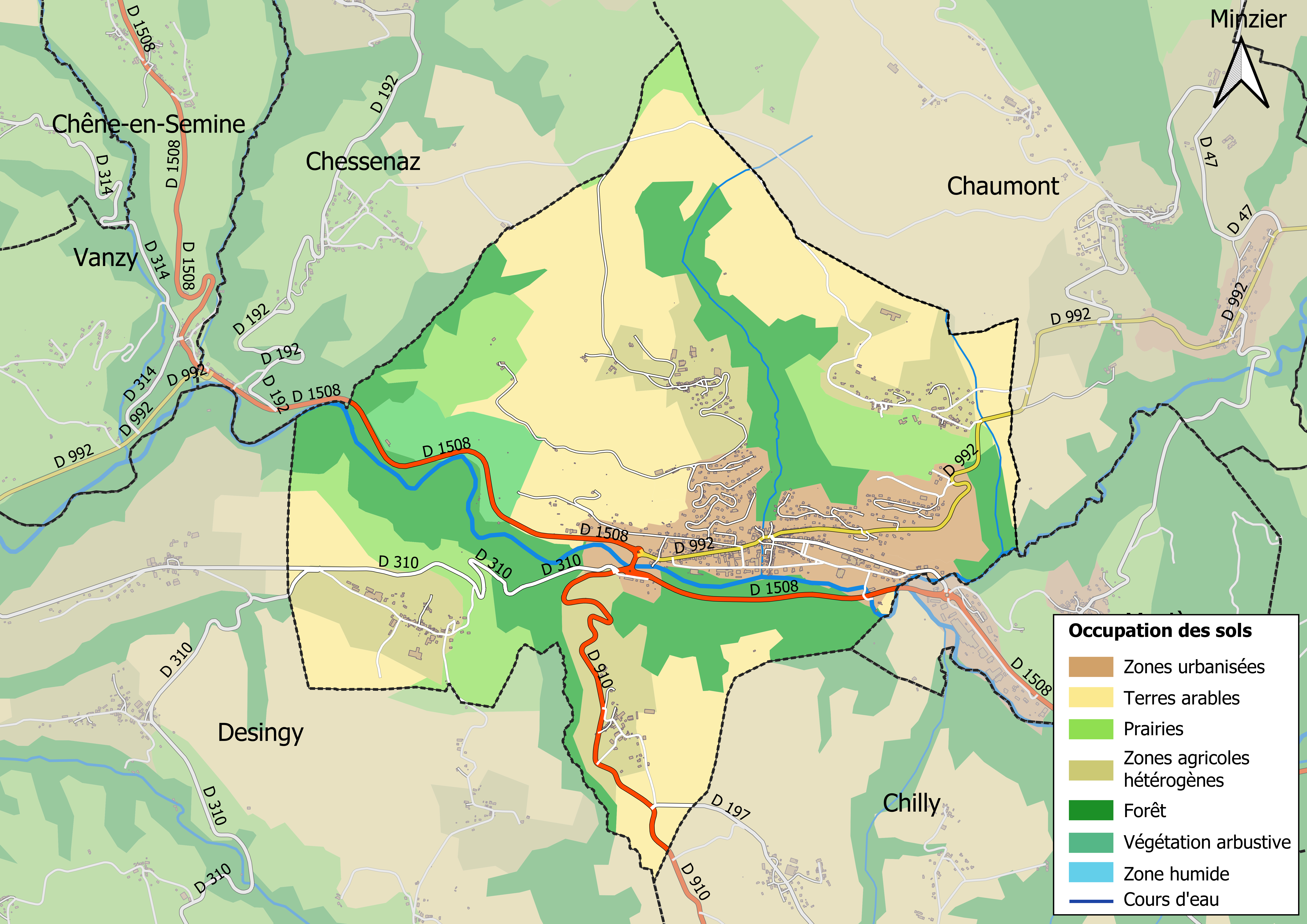
Carte des infrastructures et de l'occupation des sols de la commune en 2018 (CLC).

L'occupation des sols de la commune, telle qu'elle ressort de la base de données européenne d’occupation biophysique des sols Corine Land Cover (CLC), est marquée par l'importance des territoires agricoles (60,2 % en 2018), en diminution par rapport à 1990 (61,2 %).
La répartition détaillée en 2018 est la suivante : terres arables (34,1 %), forêts (23,6 %), zones urbanisées (11,8 %), zones agricoles hétérogènes (11,5 %), prairies (11,3 %), cultures permanentes (3,2 %), milieux à végétation arbustive et/ou herbacée (3,2 %), zones industrielles ou commerciales et réseaux de communication (1,3 %).
L'IGN met par ailleurs à disposition un outil en ligne permettant de comparer l’évolution dans le temps de l’occupation des sols de la commune (ou de territoires à des échelles différentes). Plusieurs époques sont accessibles sous forme de cartes ou photos aériennes : la carte de Cassini (XVIIIe siècle), la carte d'état-major (1820-1866) et la période actuelle (1950 à aujourd'hui).

### Morphologie urbaine
La ville s'est organisée le long de la RN 508 qui relie Bellegarde-sur-Valserine et Annecy. Dans les années 1990, un contournement routier a dévié cette nationale.

### Habitat et logement
En 2021, le nombre total de logements dans la commune était de 1 015, alors qu'il était de 966 en 2016 et de 874 en 2011.
Parmi ces logements, 85,6 % étaient des résidences principales, 4,2 % des résidences secondaires et 10,2 % des logements vacants. Ces logements étaient pour 54,5 % d'entre eux des maisons individuelles et pour 45,3 % des appartements.
Le tableau ci-dessous présente la typologie des logements à Frangy en 2021 en comparaison avec celle de la Haute-Savoie et de la France entière. Une caractéristique marquante du parc de logements est ainsi la faible proportion des résidences secondaires et logements occasionnels (4,2 %) par rapport au département (23,5 %) et à la France entière (9,7 %).
| Typologie                                               | Frangy | Haute-Savoie | France entière |
| ------------------------------------------------------- | ------ | ------------ | -------------- |
| Résidences principales (en %)                           | 85,6   | 69,9         | 82,2           |
| Résidences secondaires et logements occasionnels (en %) | 4,2    | 23,5         | 9,7            |
| Logements vacants (en %)                                | 10,2   | 6,6          | 8,1            |

## Toponymie
Frangy est mentionné sous les formes Frengiaco en 1119 ; Frangiaco en 1162 ; Fringie en 1198 ; Fringiaco en 1235, Fringier vers 1344, puis Fringe et Frangy.
Il s'agit d'une formation toponymique gauloise ou gallo-romaine en -()iacum « lieu de, propriété de », précédé d’un anthroponyme. Albert Dauzat qui ne cite pas de forme ancienne y voit le nom de personne germanique Framnus. Une autre proposition évoque le nom de personne latin Firmius.
En francoprovençal, le nom de la commune s'écrit Frinzhi (graphie de Conflans) ou Frengi (ORB).

## Histoire
Des niveaux d’occupations (au sens archéologique) néolithiques et gallo-romaines ont été relevés à Frangy avec la présence de huit sites archéologiques[Lesquels ?][réf. nécessaire].

### Époque moderne
En novembre 1590, lors des guerres de religion, les Genevois, après avoir manqué leur attaque contre la place fortifiée de Chaumont, par dépit incendient Frangy qui avait le tort d'être sur leur route.
Depuis Genève proche, les protestants exercent une forte pression, cependant la région reste fidèle à l'Église catholique romaine, mais surtout à François de Sales à qui les populations vouent une véritable dévotion.
La commune de Frangy acquiert une certaine importance locale à partir du XVIIe siècle, après la construction du pont sur les Usses. Des commerces alors s'organisent : auberges, cabarets, au nombre de neuf à la veille de la Révolution française, pour une population de 446 adultes.

### La Révolution française
En 1792, le duché de Savoie passe sous domination française à la suite de l'invasion du royaume de Piémont-Sardaigne par la jeune république. Les français craignaient une invasion autrichienne par le sud-est et créèrent alors le département du Mont-Blanc.

### L'après Révolution française
Historiquement et économiquement, Frangy fait partie de l'espace genevois, et alimente Genève de ses productions agricoles, en particulier de son vin. La zone franche[C'est-à-dire ?], après 1815, s'arrêtait quelques kilomètres avant la ville mais apportait néanmoins un essor à la commune. Cette année à la chute de Napoléon Ier la ville redevient sarde[pas clair].
En 1860, le duché de Savoie est annexé par Napoléon III, Frangy repassant ainsi sous domination française.

Frangy au tout début du XXe siècle
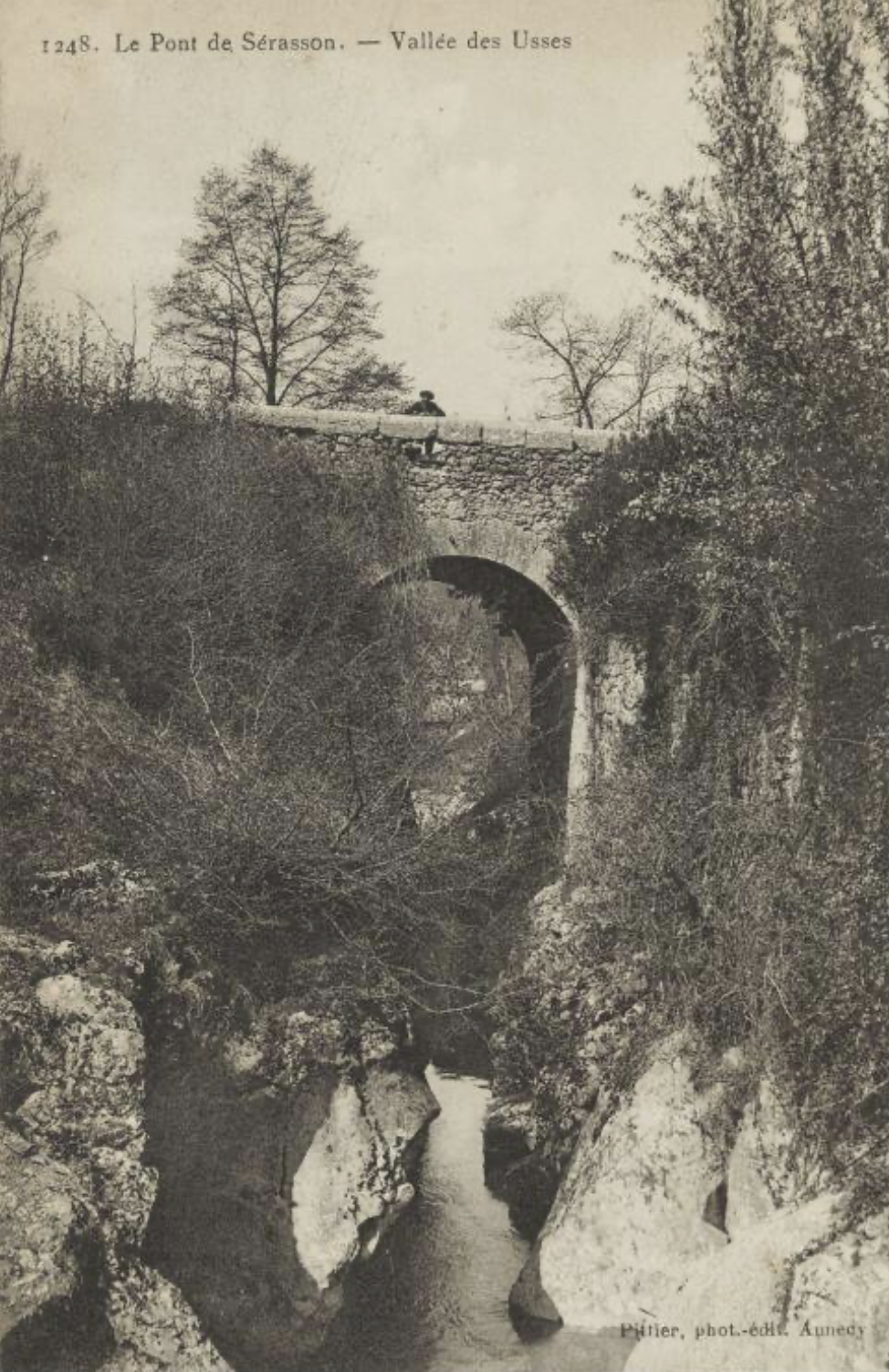
Le Pont de Serrason.
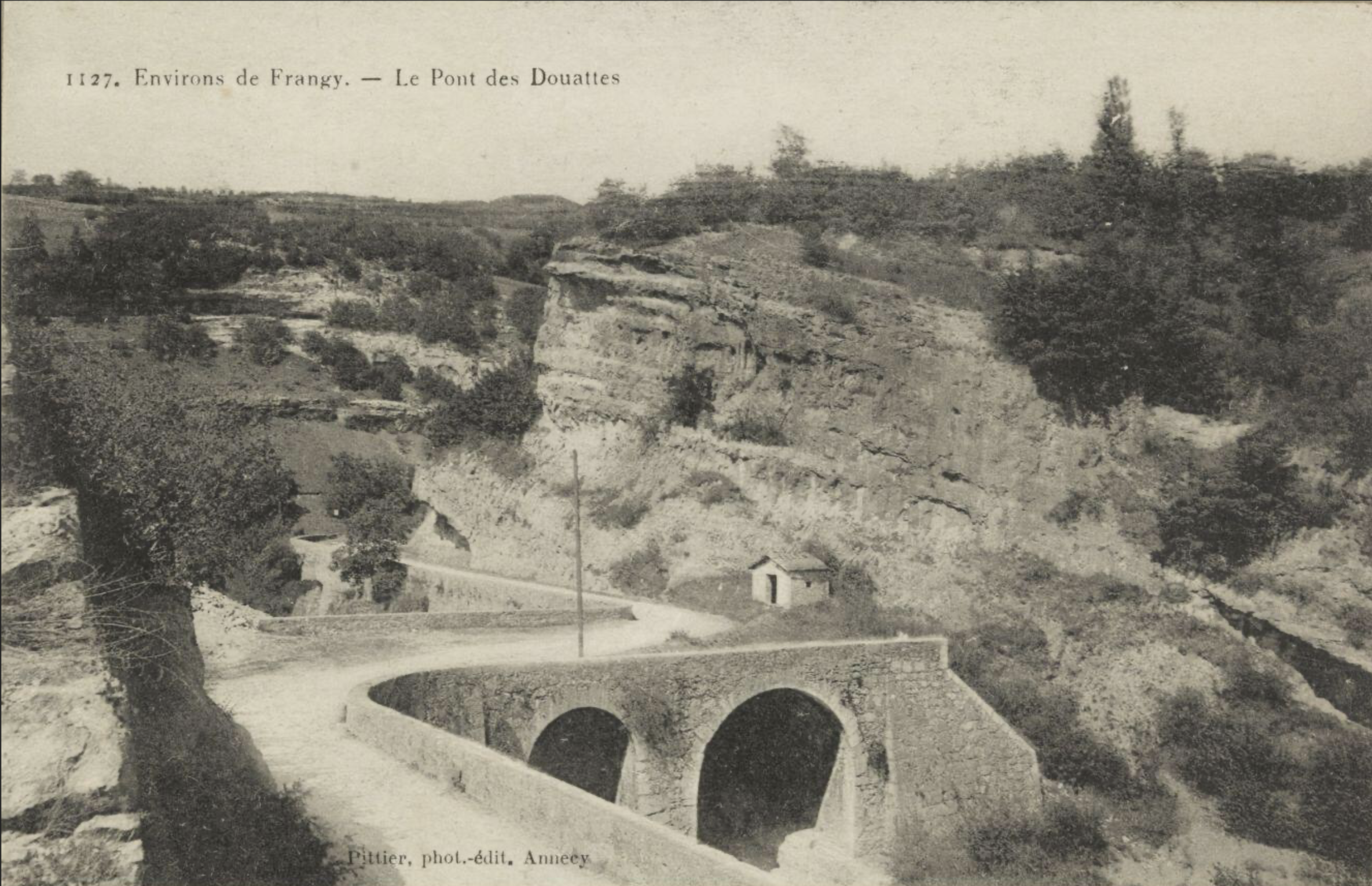
Le Pont des Douattes.

Pendant la première guerre mondiale le village paye un lourd tribut pour la France seulement 50 ans après son annexion avec 47 hommes décédés principalement sur le front de l'Ouest pour une population d'un peu plus de 1 000 individus. Le village perd encore 5 hommes pendant la Seconde Guerre mondiale et les guerres de décolonisation.

## Politique et administration

### Rattachements administratifs et électoraux

#### Rattachements administratifs
La commune se trouve depuis 1933 dans l'arrondissement de Saint-Julien-en-Genevois du département de la Haute-Savoie.
Elle était le chef-lieu du canton de Frangy. Dans le cadre du redécoupage cantonal de 2014 en France, cette circonscription administrative territoriale a disparu, et le canton n'est plus qu'une circonscription électorale.

#### Rattachements électoraux
Pour les élections départementales, la commune fait partie depuis 2014 du canton de Saint-Julien-en-Genevois.
Pour l'élection des députés, elle fait partie de la quatrième circonscription de la Haute-Savoie.

### Intercommunalité
Frangy était le siège de la petite communauté de communes du val des Usses, un établissement public de coopération intercommunale (EPCI) à fiscalité propre créé fin 2003 et auquel la commune avait transféré un certain nombre de ses compétences, dans les conditions déterminées par le code général des collectivités territoriales.
Dans le cadre des dispositions de la loi portant nouvelle organisation territoriale de la République du 7 août 2015, qui prévoit que les établissements publics de coopération intercommunale (EPCI) à fiscalité propre doivent avoir un minimum de 15 000 habitants, cette intercommunalité a fusionné avec ses voisines pour former, le 1er janvier 2017, la communauté de communes Usses et Rhône, dont est désormais membre la commune.

### Liste des maires
| Période       | Période                        | Identité                      | Étiquette | Qualité                                                                                    |
| ------------- | ------------------------------ | ----------------------------- | --------- | ------------------------------------------------------------------------------------------ |
| 1805          | 1815                           | Claude-François Bastian       |           | Notaire Député du département du Mont-Blanc (Cent-Jours)                                   |
| 1860          | 1871                           | Claude-Marie Bastian          |           | Propriétaire Conseiller général de Frangy (1861 → 1872)                                    |
| 1871          | 1878                           | Jean-Joseph Rosay             |           |                                                                                            |
| 1878          | 1884                           | Jean Pichollet                |           |                                                                                            |
| 1884          | 1892                           | Henri Chatenoud               |           | Propriétaire, notaire, conseiller général de Frangy (1886 → 1892)                          |
| 1892          | 1895                           | Victor Fuzier                 |           |                                                                                            |
| 1895          | 1896                           | Charles Bugnet                |           |                                                                                            |
| 1896          | 1907                           | Camille Delevaud ou Delesvaud |           | Notaire, conseiller général (1892-1912)                                                    |
| 1907          | 1912                           | Jean Tete                     |           |                                                                                            |
| 1912          | 1912                           | François Bugnet               |           |                                                                                            |
| 1912          | 1919                           | Louis Gramusset               |           |                                                                                            |
| 1919          | 1919                           | Émile Comole                  |           |                                                                                            |
| 1919          | 1936                           | François Vautier              |           |                                                                                            |
| 1936          | 1944                           | Antoine Joguet                |           |                                                                                            |
| 1944          | 1948                           | François Favre                |           |                                                                                            |
| 1948          | 1958                           | Jean Cornut                   |           |                                                                                            |
| 1958          | 1959                           | François Grégoire             |           |                                                                                            |
| 1959          | 1965                           | Louis Favre                   |           |                                                                                            |
| 1965          | 1971                           | René Girard                   | CD        | Notaire Conseiller général de Frangy (1967 → 1979)                                         |
| 1971          | 1977                           | Charles Viollet               |           |                                                                                            |
| mars 1977     | mars 1989                      | Claude Métendier              |           |                                                                                            |
| mars 1989     | juin 1995                      | Jean Tissot                   |           | Artisan couvreur                                                                           |
| juin 1995     | mars 2001                      | Michel Ricœur                 |           | Ingénieur territorial retraité                                                             |
| mars 2001     | septembre 2012                 | Alain Poyrault                | UMP       | Retraité de la police judiciaire Président de la CC du val des Usses[Quand ?]              |
| octobre 2012  | octobre 2022                   | Bernard Revillon,             | DVD       | Agriculteur Vice-président de la CC Usses et Rhône (? → 2023) Démissionnaire               |
| novembre 2022 | En cours (au 30 novembre 2023) | David Banant                  |           | Ingénieur ou cadre technique d'entreprise Vice-président de la CC Usses et Rhône (2023 → ) |

## Population et société

### Démographie
Ses habitants sont appelés les Frangypannes et les Frangypans.
L'évolution du nombre d'habitants est connue à travers les recensements de la population effectués dans la commune depuis 1793. Pour les communes de moins de 10 000 habitants, une enquête de recensement portant sur toute la population est réalisée tous les cinq ans, les populations de référence des années intermédiaires étant quant à elles estimées par interpolation ou extrapolation. Pour la commune, le premier recensement exhaustif entrant dans le cadre du nouveau dispositif a été réalisé en 2004.

En 2022, la commune comptait 2 136 habitants, en évolution de −0,79 % par rapport à 2016 (Haute-Savoie : +6,01 %, France hors Mayotte : +2,11 %).
| 1793 | 1800 | 1806 | 1822  | 1838  | 1848  | 1858  | 1861  | 1866  |
| ---- | ---- | ---- | ----- | ----- | ----- | ----- | ----- | ----- |
| 696  | 887  | 898  | 1 300 | 1 484 | 1 483 | 1 330 | 1 362 | 1 520 |

| 1872  | 1876  | 1881  | 1886  | 1891  | 1896  | 1901  | 1906  | 1911  |
| ----- | ----- | ----- | ----- | ----- | ----- | ----- | ----- | ----- |
| 1 528 | 1 491 | 1 459 | 1 409 | 1 326 | 1 265 | 1 187 | 1 177 | 1 179 |

| 1921  | 1926  | 1931 | 1936 | 1946 | 1954  | 1962  | 1968  | 1975  |
| ----- | ----- | ---- | ---- | ---- | ----- | ----- | ----- | ----- |
| 1 051 | 1 030 | 958  | 932  | 936  | 1 022 | 1 085 | 1 014 | 1 102 |

| 1982  | 1990  | 1999  | 2004  | 2006  | 2009  | 2014  | 2019  | 2022  |
| ----- | ----- | ----- | ----- | ----- | ----- | ----- | ----- | ----- |
| 1 333 | 1 521 | 1 598 | 1 745 | 1 934 | 1 916 | 2 070 | 2 052 | 2 136 |

### Manifestations culturelles et festivités
Depuis 2015 un festival de reggae, le Nomade Reggae Festival a lieu tous les ans au mois d'août, et réunis de jeunes talents et artistes confirmés (Alpha Blondy, Taïro, Touré Kunda, Yaniss Odua...).

### Sports et loisirs
- Activités sportives : VTT, randonnées pédestre et équestre, chemin de St Jacques de Compostelle, GR 65, piscine (6 km), tennis, volley-ball, escalade, pétanque, football...

### Enseignement
Rattachée à l'académie de Grenoble, la commune possède plusieurs établissements scolaires sur son territoire :
- École élémentaire publique ;
- École maternelle publique ;
- Collège public Val-des-Usses.

### Infrastructures culturelles
Depuis 80 ans, l'harmonie « l'écho des Usses », (dirigée par Benoit Magnin depuis 1992) anime musicalement la vie de la commune tout en défendant ses couleurs lors des concours nationaux de la CMF (1er prix division supérieure lors du dernier concours de Mandeure (25) en 2009).[réf. nécessaire]
La commune de Frangy possède une école de musique associative La clé des Usses, réunissant plus d'une centaine d'élèves se consacrant à l’apprentissage de la musique, chant et/ou instrument (pratique individuelle et collective), au théâtre et à l’expression corporelle.
- La salle socio-culturelle Jean-XXIII.
- Un cinébus est présent tous les vendredis soir[28]
- La bibliothèque municipale.

## Économie
La commune fait partie du terroir pour les appellations d'origine contrôlées AOC « Vin de Savoie » et « Roussette-de-savoie ».
La Roussette-de-savoie, spécialité locale, est un vin jaune doré très fruité et moelleux. Cépage Altesse avec un appoint de Chardonnay. Jean-Jacques Rousseau y a fait allusion dans ses Confessions.

## Culture locale  et patrimoine

### Lieux et monuments
- La ferme de Bel-Air  Inscrite MH (2010)[29], au lieu-dit la Fin de Moizy, du XVIIIe siècle[30].

La ferme de Bel-Air
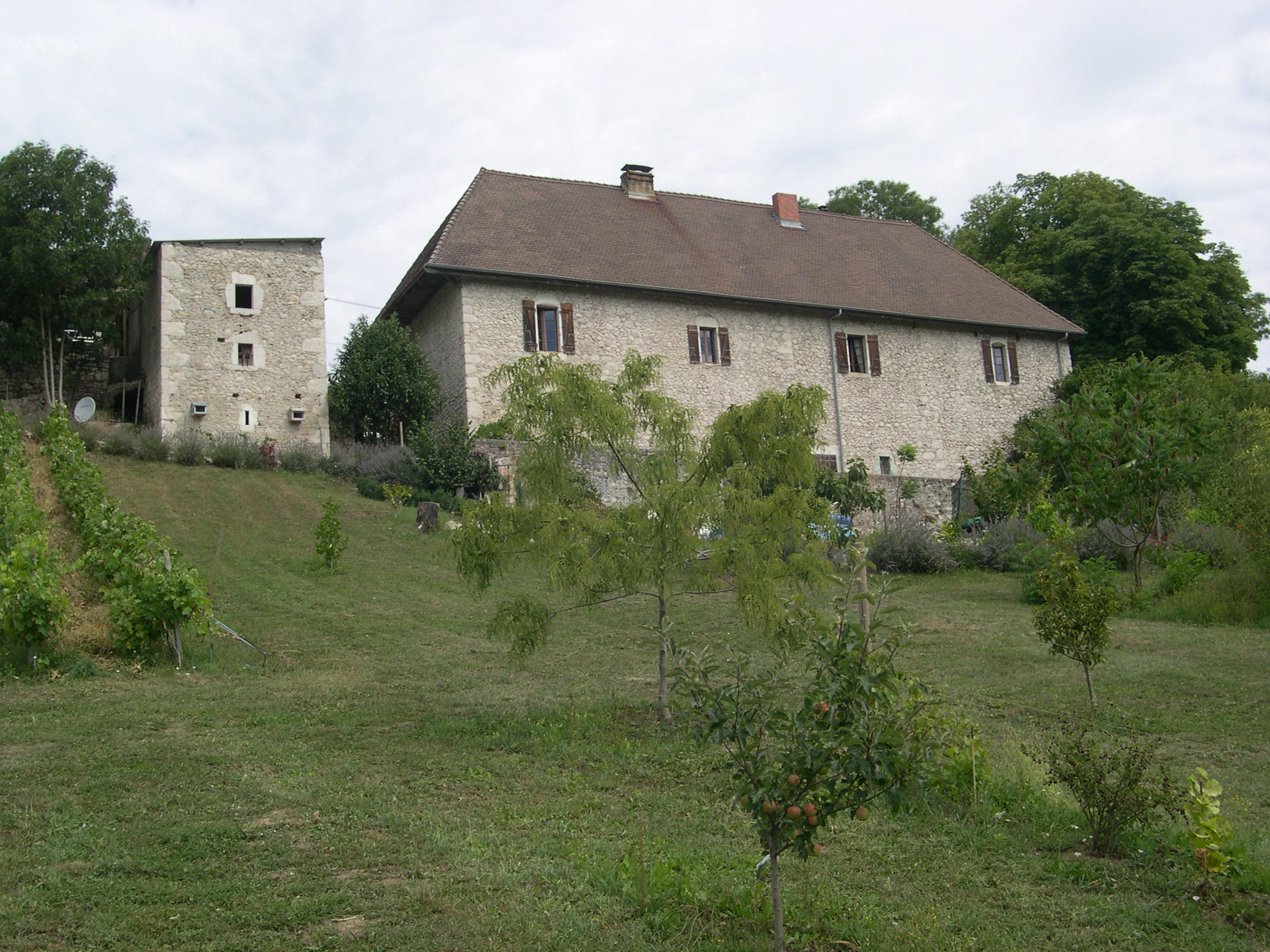
Façade sud.
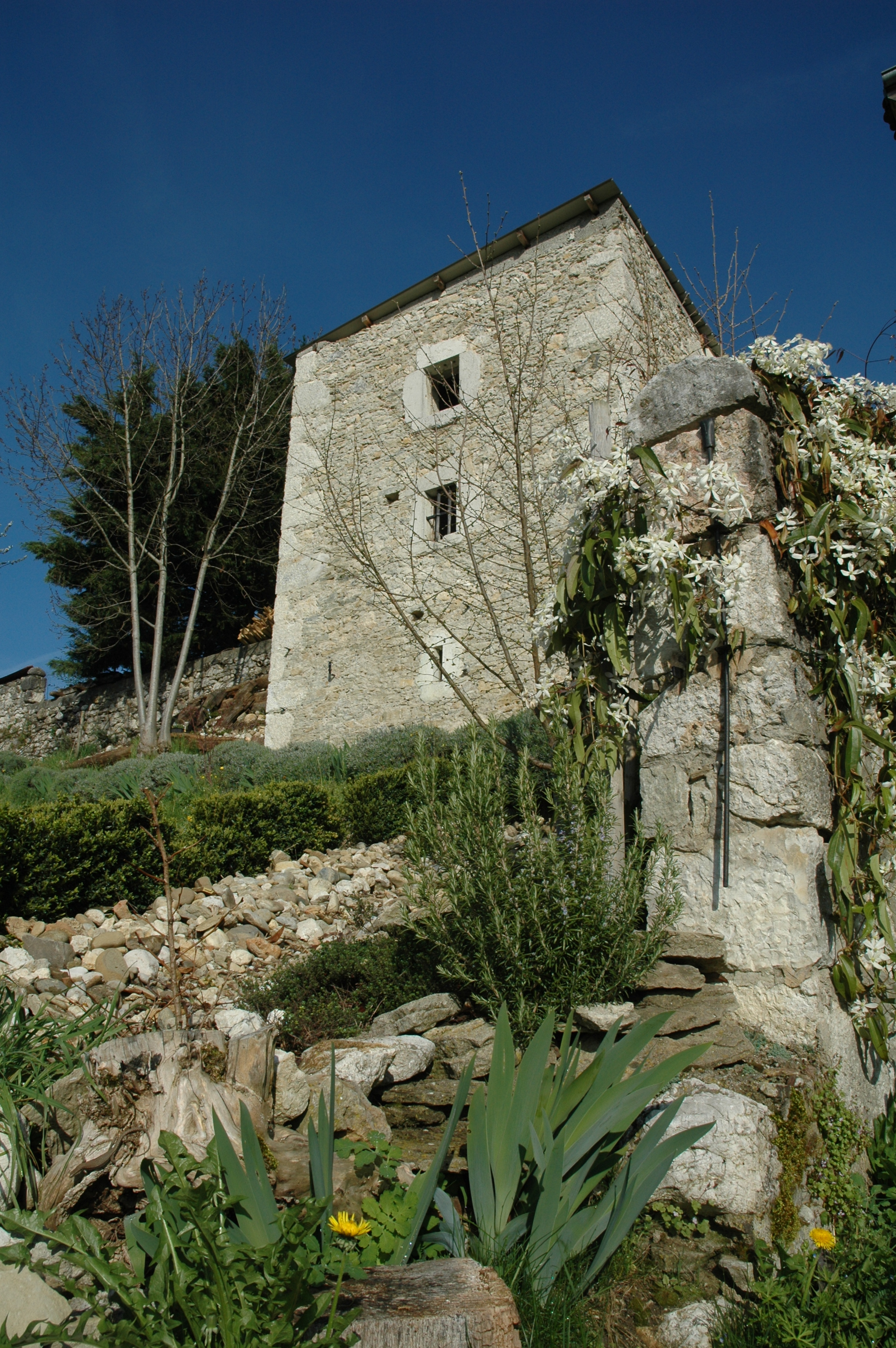
Pigeonnier.
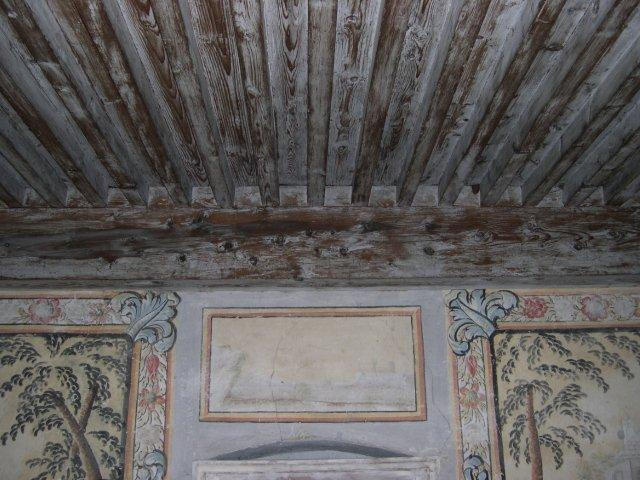
Détail du plafond de la salle de bal.
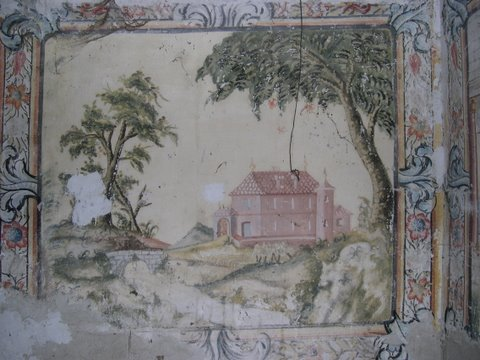
Peinture du château, dans lma salle de bal.

- L'église Saint-Aquilin, de style néo-classique sarde, est inaugurée en 1844. Son clocher est à bulbe.
- Le château dit Bastian, maison forte située au centre-bourg de Frangy. Bâtisse construite au début du XVIIe siècle par François Favre, marquis de Thônes. Claude-Francois Bastian, notaire et maire de Frangy en est le propriétaire sous la Révolution.
- Le château de Jarsagne, grande maison forte située à Gersaigne, était le siège de la seigneurie de Jarsagne de 1449 à 1734[réf. nécessaire].
- Le grand pont est situé à l'ouest de Frangy. Pont en pierre du XVIIe siècle enjambant les Usses, il est inauguré en 1677 sous le règne de Victor-Amédée II, duc de Savoie. À proximité, s'élève une « cabane des douaniers », vestige de l'ancienne zone franche[C'est-à-dire ?][réf. nécessaire]
- Le château de Collonges est situé au hameau de Collonges-le-Bas.
- Musée de la vache et des alpages.
- Cascade de Barbannaz.
- Le grenier à sel, situé au centre-bourg de Frangy, face au château Bastian, était d'après  l'archéologue Joël Serralongue, de la direction des affaires culturelles du conseil général de Haute-Savoie, le dernier du XVIIe siècle dans le département. Il est détruit dans la journée du 11 décembre 2014.[réf. nécessaire].
- Le relais de poste Frangy-Genève était situé au centre-bourg de Frangy, face au château Bastian. Ses bases remontaient au XIVe siècle d'après Joël Serralongue. Il est détruit lui aussi dans la journée du 11 décembre 2014. Les écuries attenantes avaient été détruites le 29 juin 2013, lors de l'inauguration du projet « Frangy demain. »[réf. nécessaire]

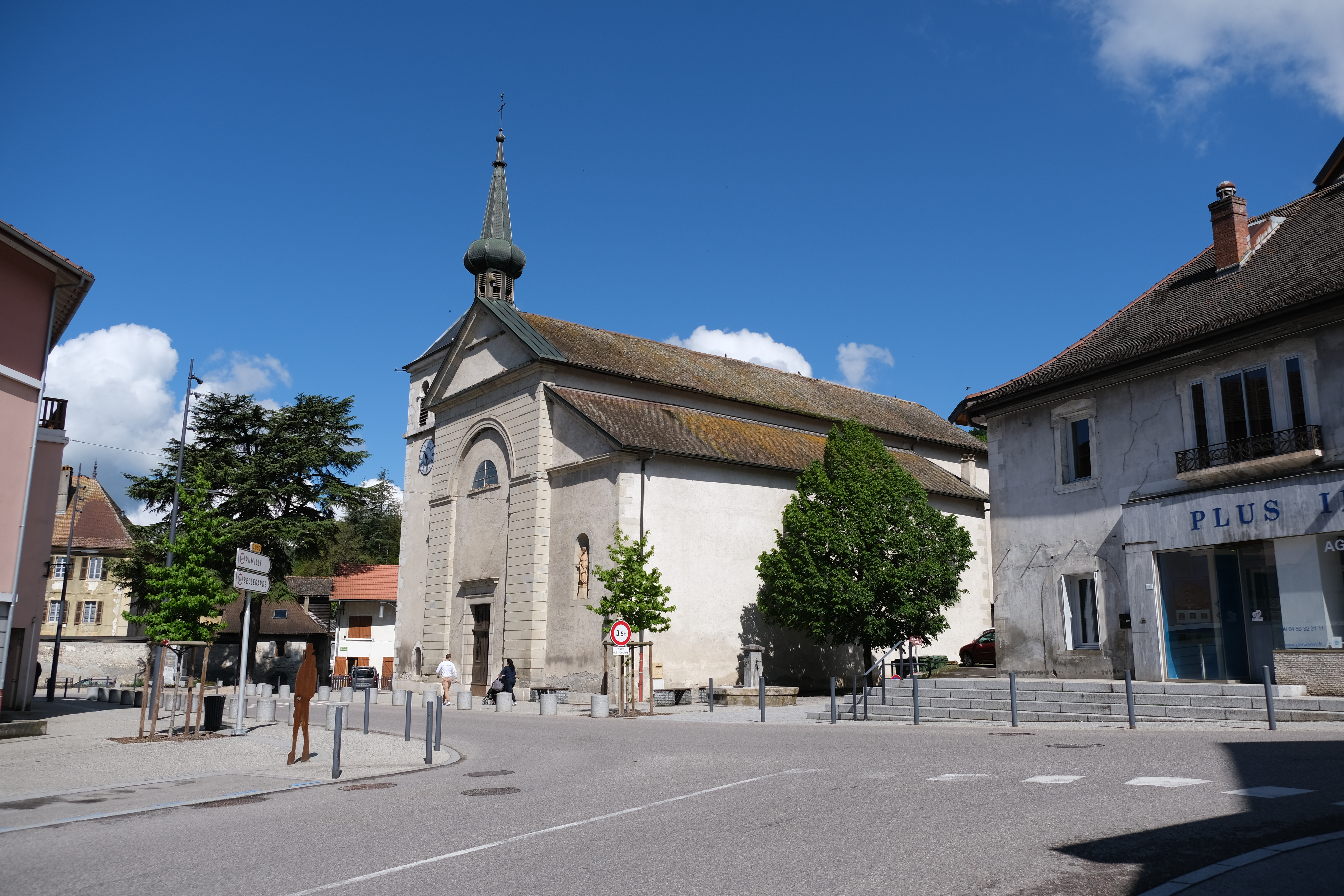
L'église...
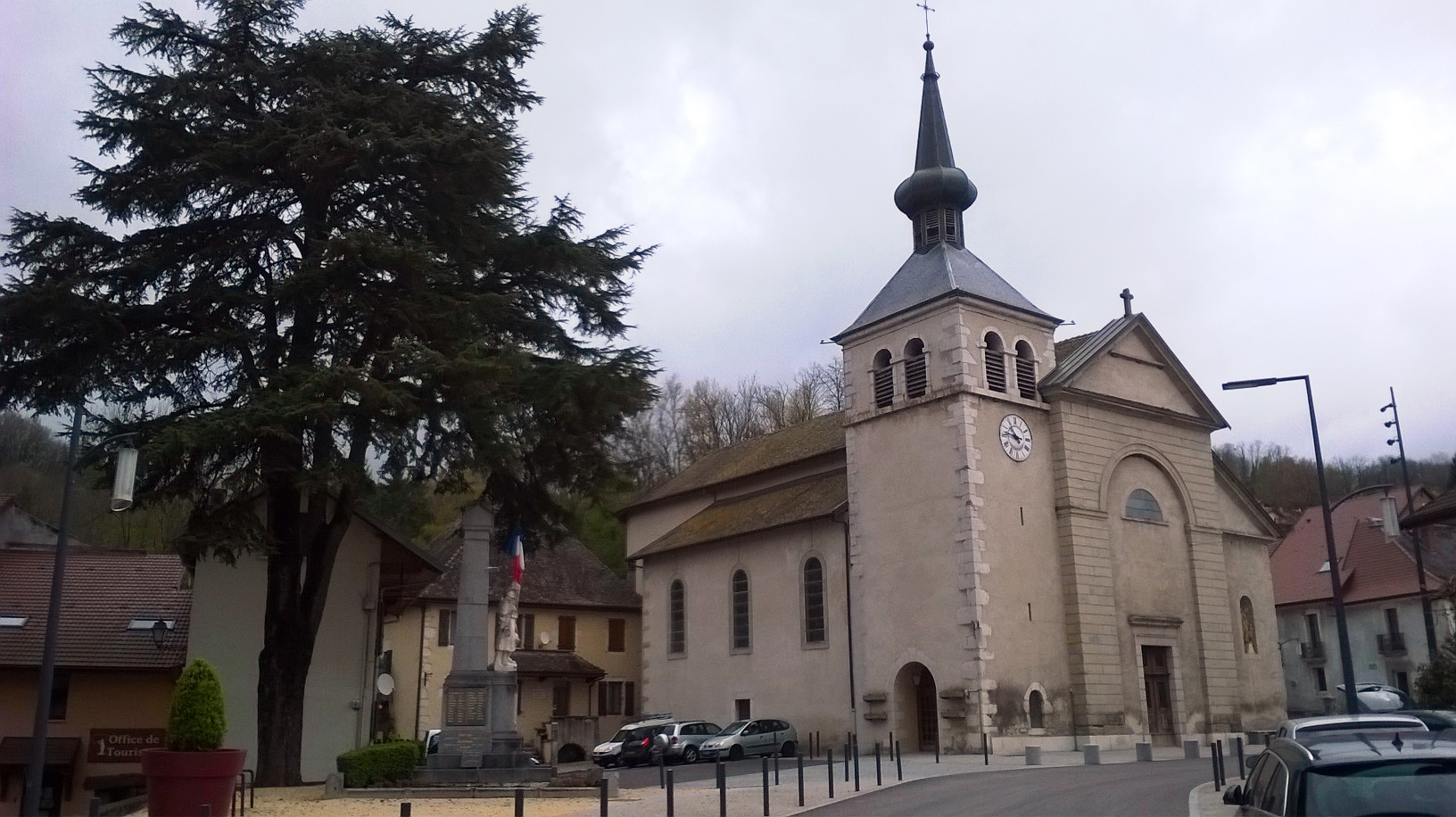
... et son clocher.
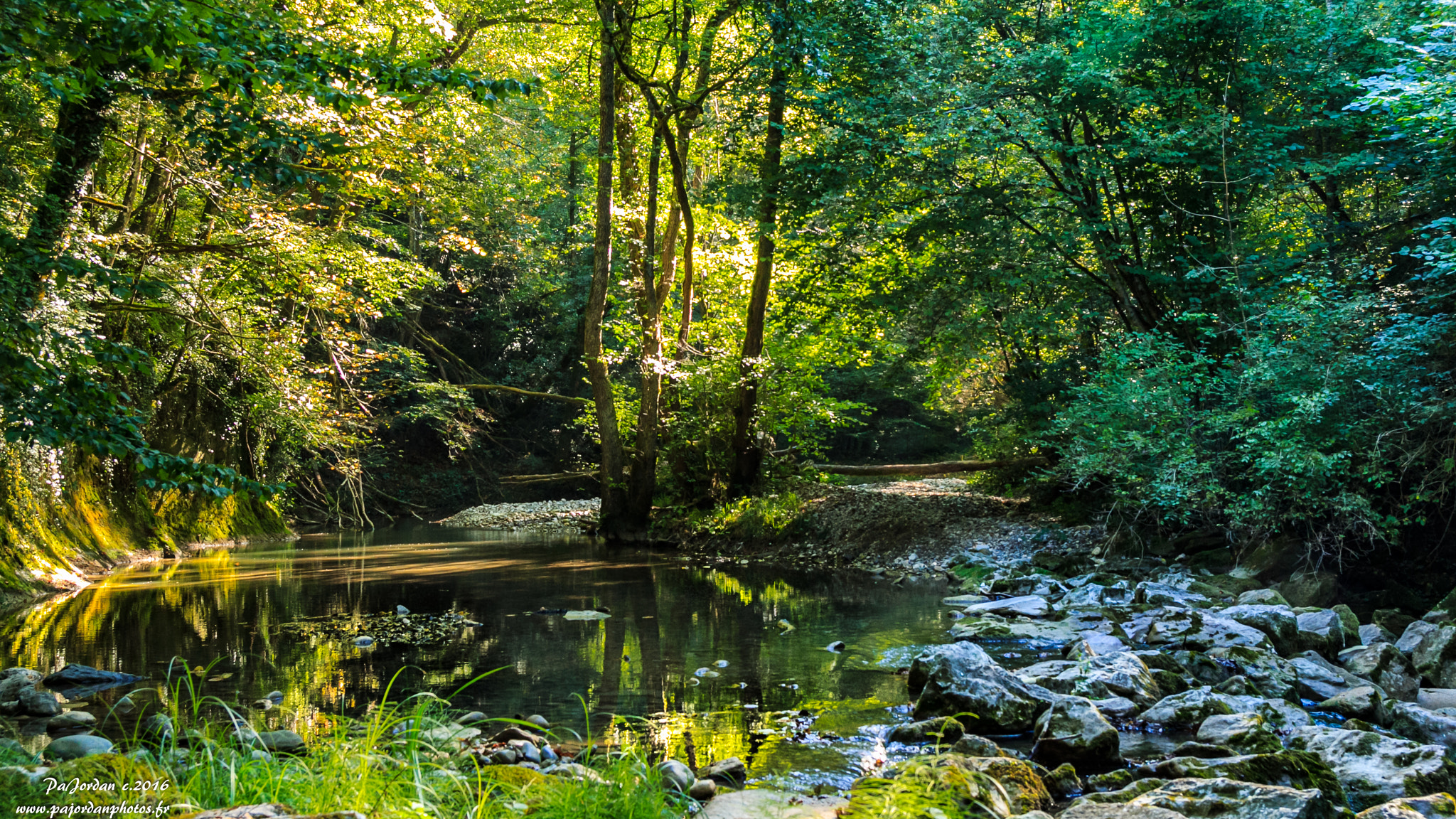
Ballade « Les Pieds Dans Le Ruisseau ».

### Gastronomie
La commune est le berceau de la roussette, un vin blanc, et de la Tome de Frangy, un chocolat. Un musée « de la Vache » sur les Alpages et un musée « aux Allumettes » existent également dans la commune voisine de Sallenôves.

### Personnalités liées à la commune
- La famille Bastian joua un rôle important dans la vie politique de Frangy et du département (Syndic, maire, conseiller généraux, députés de la Savoie au Parlement sarde).

### Héraldique
| Blason de Frangy | Blason  | Coupé au premier parti de gueules à la croix d'argent et d'azur à la truite d'argent posée en barre, au second d'argent à la grappe de raisin d'or tigée et feuillée au naturel. |
| Blason de Frangy | Détails | La partie de gueules à la croix d'argent représente les armes de la maison de Savoie adoptée dès le XIIe siècle par soutient au pape contre l'empereur de l'empire romain germanique, la truite d'argent posée en barre symbolisant les Usses et la grappe de raisin d'or la ressource économique que représente les vignobles de la commune.[réf. nécessaire] Le statut officiel du blason reste à déterminer. |
| Blason de Frangy | Alias   | Variante datant de 1986 : De gueules à la serpette d'argent emmanchée d'or ; au chef cousu d'azur chargé d'une truite d'argent.[réf. nécessaire] |

## Pour approfondir